# Platon Rokassovskij
Platon Ivanovitj Rokasovskij, (ryska: Платон Иванович Рокасовский), född 15 januari 1800, död 6 april 1869 i Nice, var en finsk friherre (1854) och general.
Rokasovskij utnämndes till adjungerad hos Finlands guvernör Mensjikov 1848. Han var tillförordnad generalguvernör 1848 och 1850-1859, och var själv generalguvernör 1861-1866. Han uppnådde viss popularitet i Finland, bl.a. genom sina initiativ i frågan om den finska litteraturen, han främjade därmed utvidgningen av finska språkets rättigheter, men var motståndare till införandet av finländsk valuta. Hans konflikt med bl.a. ministerstatssekreteraren Alexander Armfelt ledde till hans fall.